# Plaça de Sants metróállomás
Plaça de Sants egyike a Spanyolországban található barcelonai metró metróállomásainak.

## Metróvonalak
Az állomást az alábbi metróvonalak érintik:
- 1-es metróvonal
- 5-ös metróvonal

## Kapcsolódó állomások
Az állomáshoz az alábbi állomások vannak a legközelebb:
- Mercat Nou (Hospital de Bellvitge, 1-es metróvonal)
- Badal (Cornellà Centre, 5-ös metróvonal)
- Hostafrancs (Fondo, 1-es metróvonal)
- Sants Estació (Vall d'Hebron, 5-ös metróvonal)